# T. Lawrence Mellichamp
T. Lawrence "Larry" Mellichamp (Pittsburgh, 4 de octubre de 1935-Charlotte, 12 de septiembre de 2022) fue un profesor y botánico estadounidense.
Fue coeditor de Carnivorous Plant Newsletter. Desarrolló actividades académicas en la Universidad de Carolina del Norte.

## Algunas publicaciones
- t. lawrence Mellichamp. 1976. "Forcing Northern Woody Plants into Flower." Michigan Botanist, 15:205-214

### Libros
- James r. Wells, frederick w. Case, t. lawrence Mellichamp. 1999. Wildflowers of the Western Great Lakes Region. Volumen 63 de Bulletin (Cranbrook Institute of Science). 288 pp. ISBN 0877370427
- t. lawrence Mellichamp. 1988. Carnivorous Plants of the World. Castanea 53 ( 1): 85–86 jstor 4033469

## Honores
- Sociedad Estadounidense de Taxónomos Vegetales: Galardón Peter H. Raven Scientific Outreach
- La abreviatura «Mellich.» se emplea para indicar a T. Lawrence Mellichamp como autoridad en la descripción y clasificación científica de los vegetales.[5]